# Eletrofiação
Eletrofiação (português brasileiro) ou Electrospinning (Inglês estadunidense)  é uma técnica de produção de fibras com diâmetros em escala nanométrica (nanofibras) ou micrométrica . É considerada uma poderosa ferramenta por ser um método simples, barato e versátil, importante para a fabricação de produtos ou estruturas que dependem da área de superfície elevada, alta porosidade e funcionalidade de superfície.   Tem sido utilizada com sucesso em diversas áreas: biotecnologia, farmacêutica, produção de nanocatalisadores, engenharia ambiental, segurança, medicina, em especial na engenharia de tecidos.

## História
O termo Eletrofiação ou Electrospinning é utilizado apenas a partir da década de 90, mas sua origem remonta a muito mais tempo.
A eletrofiação foi observada pela primeira vez em 1897 por Rayleigh, posteriormente estudada com mais detalhes por Zeleny em 1914. De 1934 a 1944, Formhals publicou uma série de patentes descrevendo a montagem experimental para a produção de filamentos poliméricos utilizando a força eletrostática.
Cerca de 50 patentes de eletrofiação de polímeros foram publicadas nos últimos 60 anos.
No ínício da década de 1950, Vonnegut e Newbauer desenvolveram um aparelho simples para a atomização elétrica produziram fluxos de gotas eletrificadas altamente uniformes com cerca de 0,1 mm de diâmetro. Posteriormente, em 1955,  Drozin investigaram a dispersão de uma série de líquidos em aerossóis sob altos potenciais elétricos e Simons em 1966 patenteou um aparelho para a produção de estruturas ultra finas, muito leve e com padrões diferentes. Em 1971, Baumgarten (1971) inventaram um aparelho para eletrofiar fibras de acrílico com diâmetros na faixa de 0,05 à 1,1 μm.
A partir da década de 80 e, especialmente, nos últimos anos, o processo de eletrofiação tem chamado mais atenção, provavelmente devido a um interesse crescente em nanotecnologia,  a partir da possibilidade de produção de fibras ultrafinas de vários polímeros com diâmetros em escala nanométrica e a facilidade no processo. Mais de 200 universidades e centros de pesquisa em todo mundo tem estudado vários parâmetros do processo de eletrofiação e o número de patentes tem crescido a cada ano. Algumas empresas já estão ativamente utilizando os benefícios da eletrofiação e suas vantagens oferecidas.

## Processo

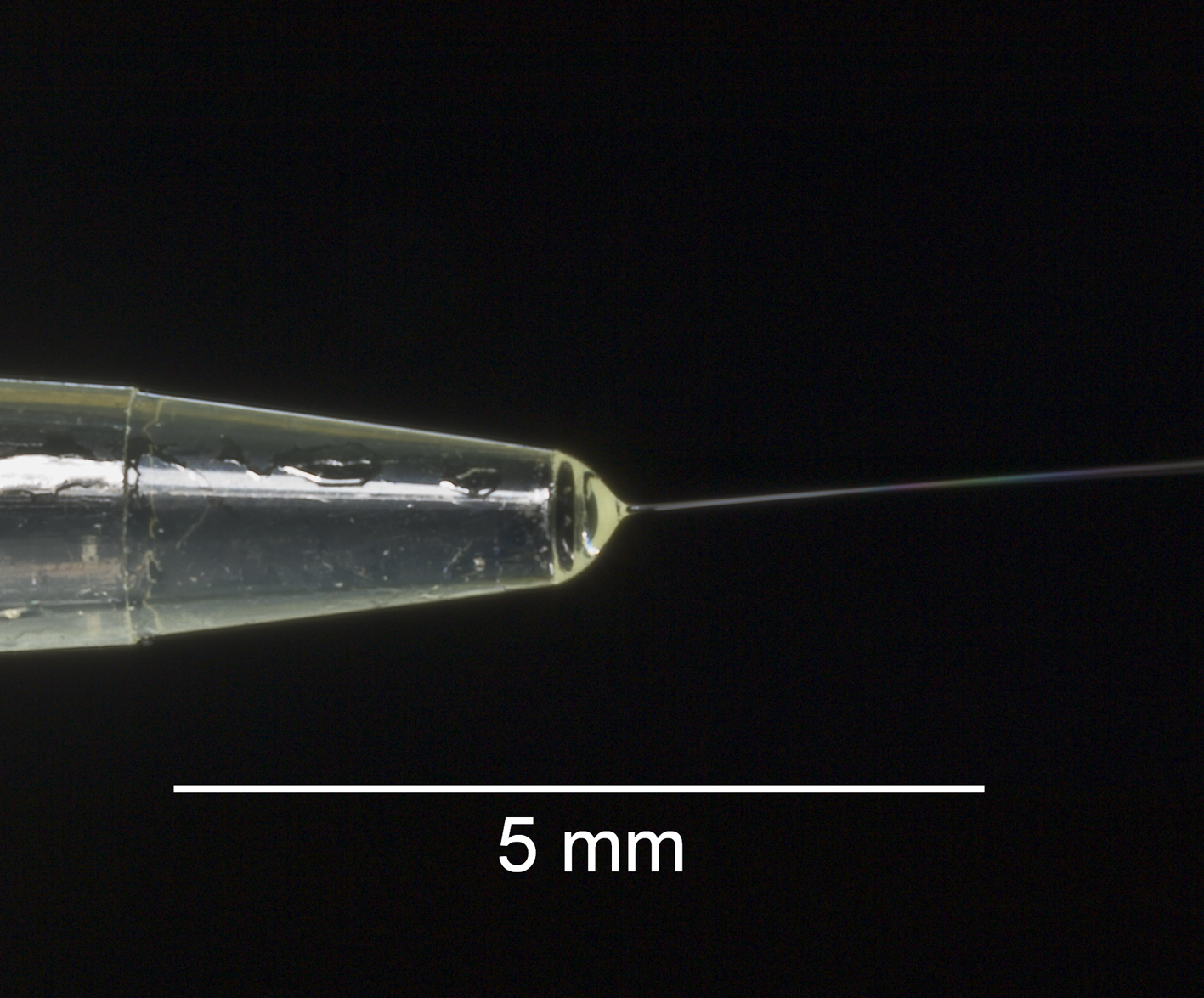
Formação do jato da solução polimérica

A técnica de eletrofiação é uma abordagem única usando forças eletrostáticas para a produção de nanofibras a partir de soluções de polímeros com área de superfície maior do que as fibras obtidas por outros processos de fiação convencionais.
Basicamente, um sistema de eletrofiação consiste em três componentes principais: uma fonte de alta tensão, uma seringa com capilar e um coletor aterrado (normalmente uma placa metálica ou mandril rotativo). A fonte de alta tensão para oferece carga de polaridade dentro da solução de polímero na seringa ,que então é acelerada para o coletor de polaridade oposta.
Inicialmente os polímeros são dissolvidos completamente em certos solventes para formar a solução polimérica que é introduzida para dentro da seringa e submetida a um campo elétrico onde uma carga elétrica é induzida sobre sua superfície devido a este campo formando inicialmente o Cone de Taylor. Quando o campo elétrico supera a tensão superficial e um jato de solução é ejetado a partir do cone de Taylor rumo ao coletor aterrado. Enquanto percorre o espaço entre a ponta do capilar e o coletor existe a evaporação do solvente, sendo coletado apenas o polímero.
Atualmente, existem várias configurações para a eletrofiação. Com a expansão desta tecnologia, vários grupos de pesquisa têm desenvolvido sistemas mais sofisticados que podem fabricar nanofibras mais complexas de um modo mais controlado e eficiente. Os avançados métodos de eletrofiação em emulsão permitem a produção de andaimes poliméricos contendo fármacos para liberação prolongada.

## Parâmetros
No processo de eletrofiação, muitos parâmetros afetam significativamente o diâmetro, morfologia das fibras e os resultados finais. Eles são divididos genericamente como parâmetros da solução, parâmetros do processo, parâmetros ambientais.

### Parâmetros da solução
- Concentração
- Peso molecular
- Viscosidade
- Tensão superficial
- Condutividade

### Parâmetros do processo
- Voltagem
- Taxa de Fluxo
- Tipo de coletor
- Distância do coletor

### Parâmetros ambientais
- Temperatura
- Humidade

## Polímeros utilizados

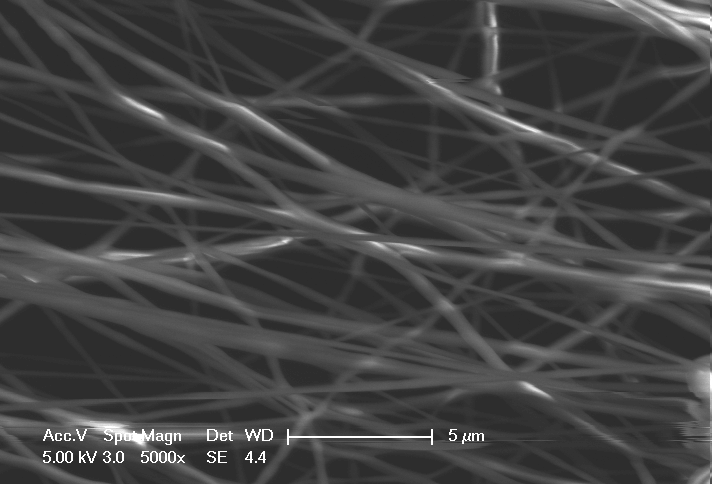
Nanofibras de policaprolactona (PCL) eletrofiadas obtidas a partir Microscópio eletrônico de varredura

Uma vasta gama de polímeros são usados na eletrofiação e são capazes de formar nanofibras utilizada para as mais variadas aplicações. Ao longo dos anos, mais de 200 tipos de polímeros foram eletrofiados com sucesso, sendo polímeros sintéticos, polímeros naturais ou uma mistura de ambos. As fibras com estas características são produzidas a partir de polímeros sintéticos ex. poli(caprolactona), PCL, poli(ácido lático), PLA, etc., polisacarídeos (quitosana, sulfato de condroitina) e proteínas (fibroína, colágeno)

## Aplicações[4]
- Scaffolds para engenharia de tecidos
- Curativo para cicatrização de feridas
- Liberação controlada de medicamentos
- Filtração
- Biosensores
- Aplicações em roupas de proteção
- Aplicações na geração de energia
- Aplicações na imobilização de enzimas
- Membranas de afinidade
- Cosméticos